# اجتماعية عليا

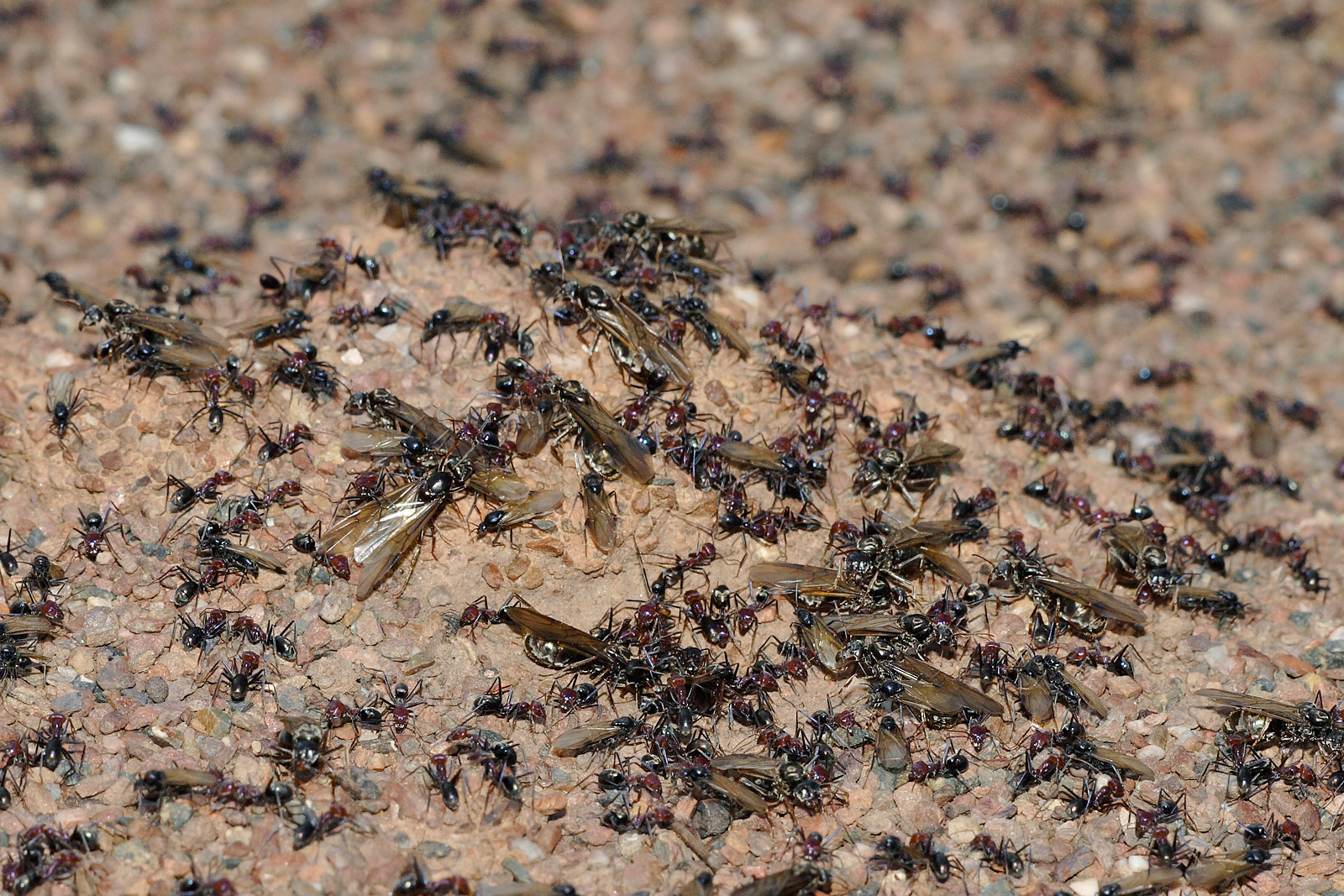

الاجتماعية العليا (بالإنجليزية: Eusociality)‏ هو مصطلح يستعمل للإشارة إلى أعلى مستويات التنظيم الاجتماعي في تصنيف هرمي. تتسم الاجتماعية العليا بالاعتناء الاستيلادي التعاوني وبتقسيم الأعمال بين مجموعات تناسلية ومجموعات لاتناسلية (جزئياً). ما يشابهها في بعض المجتمعات البشرية، هو مجموعات الأفراد المختصين التي تسمى أحياناً بالطبقة الوراثية الاجتماعية (بالإنجليزية: castes)‏. لقد تم تصنيف عدة مستويات مختلفة من الاجتماعية، بما فيها الاجتماعية المسبقة (بالإنجليزية: presociality)‏، الاجتماعية الثانوية (بالإنجليزية: subsociality)‏ وشبه الاجتماعية (بالإنجليزية: parasocial)‏ (التي تتضمن الاجتماعية العليا).